# Dănuț Șomcherechi
Dǎnuț Șomcherechi (n. 10 aprilie 1973, Baia Sprie, Maramureș) este un fotbalist român a jucat ultima dată pentru FCMU Baia Mare.